# 2007 no Brasil
Esta é uma cronologia dos fatos acontecimentos de ano 2007 no Brasil.

## Incumbentes
- Presidente: Luiz Inácio Lula da Silva (2003 - 2011)
- Vice-Presidente: José Alencar Gomes da Silva (2003 - 2011)

## Eventos
- 7 de fevereiro: Morre o menino João Hélio após ser arrastado por 7 km por um carro dirigido por criminosos durante um assalto no Rio de Janeiro.
- 18 de março: Condenado por assassinatos na Itália no fim da década de 1970, Cesare Battisti, é preso em Copacabana, no Rio de Janeiro.[1]
- 9 a 13 de maio: Papa Bento XVI faz sua visita de cinco dias ao Brasil, chegando a São Paulo até o último dia.[2][3]
- 27 de junho: A Polícia Militar do Estado do Rio de Janeiro invade as favelas do Complexo do Alemão, no chamado Massacre no Complexo do Alemão.[4]
- 7 de julho: O Cristo Redentor é eleito uma das novas sete maravilhas do mundo, em uma festa realizada em Lisboa, Portugal.[5]
- 13 a 29 de Julho: XV jogos Pan Americano, realizado na cidade do Rio de Janeiro
- 17 de julho: Um voo TAM 3054 choca-se contra um depósito de cargas da própria companhia situado no Aeroporto Internacional de Congonhas, em São Paulo, matando 187 pessoas a bordo e 12 em solo. sendo o maior acidente aéreo da história do país.[6]
- 30 de outubro: O Brasil é confirmado pela FIFA como a sede da Copa do Mundo de Futebol de 2014.[7]
- 2 de dezembro: A primeira transmissão oficial de sinal de TV digital no Brasil ocorre em evento realizado na Sala São Paulo, na cidade de São Paulo.[8]
- 4 de dezembro: O senador Renan Calheiros renuncia ao cargo de presidente do Senado Federal do Brasil e é absolvido pela segunda vez.[9][10]

## Mortes
- 4 de janeiro: Léo Tarcísio Gonçalves Pereira, sacerdote católico (n. 1961).
- 12 de janeiro: Bento Prado Júnior, filósofo, escritor e poeta (n. 1937).
- 13 de janeiro: Lilico, voleibolista  (n. 1977).
- 19 de janeiro: 
  - Francisco Petrônio, cantor e seresteiro (n. 1923).
  - Ely Rubens Barbosa, autor e publicitário (n. 1939).
- 6 de maio: Enéas Carneiro, político (n. 1938).
- 20 de julho: Antônio Carlos Magalhães, político e empresário (n. 1927).